# 필 하리스

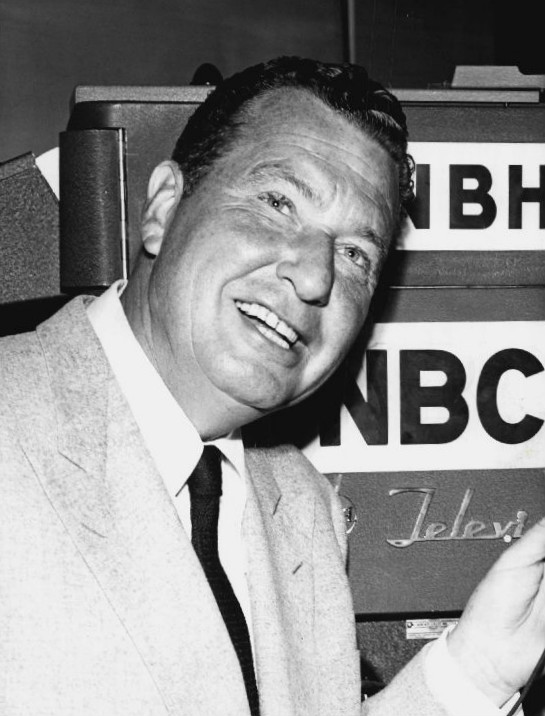

필 하리스(Phil Harris, 1904년 6월 24일 ~ 1995년 8월 11일)는 미국의 가수, 배우, 밴드리더, 지휘, 음악가, 영화배우, 성우, 희극 배우, 텔레비전 배우, 작곡가, 작곡가 겸 작사가이다.
인디애나주에서 태어났으며 랜초미라지에서 사망하였다. 사인은 심근 경색이다.